# Jacob Thoomkuzhy
Jacob Thoomkuzhy (sinh 1930) là một gáim mục người Ấn Độ của Giáo hội Công giáo nghi lễ Syro-Malabars trực thuộc Giáo hội Công giáo Rôma. Ông nguyên là Tổng giám mục chính tòa Tổng giáo phận Trichur, nghi lễ Syro-Malabars, Giám mục chính tòa Giáo phận Thamarasserry và Giáo phận Mananthavady, đều thuộc nghi lễ Syro-Malabars.

## Tiểu sử
Tổng giám mục Jacob Thoomkuzhy sinh ngày 13 tháng 12 năm 1930 tại Vilakumadam, thuộc Ấn Độ. Sau quá trình tu học dài hạn tại các chủng viện theo quy định từ Giáo luật, ngày 22 tháng 12 năm 1956, Phó té Thomkuzhy, 26 tuổi, tiến dến việc được truyền chức linh mục.
Sau hơn 15 năm cử hành các nghi thức cũng như tham gia vào các công việc mục vụ, ngày 1 tháng 3 năm 1973, tin tức từ Tòa Thánh cho biết Giáo hoàng đã tuyển lựa linh mục Jacob Thoomkuzhy vào hàng ngũ các giám mục, cụ thể với chức vị Giám mục chính tòa Giáo phận Mananthavady, nghi lễ Syro-Malabar. Lễ tấn phong cho vị tân chức được cử hành sau đó vào ngày 1 tháng 5 cùng năm, với phần nghi thức truyền chức được chủ sự bởi ba giáo sĩ cấp cao. Chủ phong cho vị tân chức là Hồng y Joseph Parecattil, Đại Tổng giám mục Tổng giáo phận Ernakulam, nghi lễ Syro-Malabar. Hai vị khác tỏng vai trò phụ phong là Giám mục Sebastian Emmanuel Vayalil, Giám mục chính tòa Giáo phận Palai và Giám mục Sebastian Valloppilly, Giám mục chính tòa Giáo phận Tellicherry, cả hai giáo phận đều cử hành nghi lễ Syro-Malabar.
Sau 22 năm đứng trên cương vị lãnh tụ tôn giáo của Giáo phận Mananthavady, nghi lễ Syro-Malabar, ngày 18 tháng 5 năm 1995, 6ong nhận được quyết định thuyên chuyển đến nhiệm sở mới, chuyển đến Giáo phận Thamarasserry, cũng thực hiện theo nghi lễ Syro-Malabars. Hơn một năm tại Syro-malabars của Giám mục Jacob Thoomkuzhy đột ngột chấm dứt bằng quyết định được công bố vào ngày 11 tháng 11 năm 1996 về việc đã tuyển chọn Giám mục Jacob Thoomkuzhy làm Tổng giám mục tiếp theo của Tổng giáo phận Trichur, nghi lễ Syro-Malabars. Nhiệm kì Tổng giám mục của ông kéo dài đến ngày 22 tháng 1 năm 2007, khi ông từ nhiệm vì lý do tuổi tác và được chấp thuận.